# Pangalliformes
Pangalliformes es un clado de aves dentro del grupo Galloanserae. Se define como todas las aves más emparentadas con las gallinas que con los patos, e incluye todas las gallinas, pavos, faisanes y megápodos actuales, así como especies extintas que no pertenecen al grupo principal de los Galliformes.

## Clasificación
Los pangalliformes de tipo galliforme están representados por familias extintas del Paleógeno, a saber, Gallinuloididae, Paraortygidae y Quercymegapodiidae. A principios del Cenozoico, algunas restos fósiles adicionales de aves podrían ser asignados o no a galliformes, aunque incluso si lo fueran, es bastante improbable que pertenezcan a familias actuales.
- † Argillipes (Arcilla de Londres del Eoceno temprano de Inglaterra)
- † Coturnipes ( Eoceno temprano de Inglaterra y Virginia, EE. UU.?)
- † Paleophasianus (Willwood, Eoceno temprano del condado de Bighorn, EE. UU.)
- † Percolinus (Arcilla de Londres del Eoceno temprano de Inglaterra)
- † "Palaeorallus" alienus (Oligoceno medio de Tatal-Gol, Mongolia)
- † Anisolornis (Santa Cruz Mioceno Medio de Karaihen, Argentina)

Más recientemente, Sylviornis y su taxón hermano Megavitiornis fueron considerados galliformes troncales, lo que sugiere que al menos un linaje de Pangalliformes fuera del grupo terminal Galliformes sobrevivió hasta el Holoceno. Este mismo estudio también presenta a Dromornithidae como posiblemente más cercano a Galliformes que a Anseriformes como tradicionalmente se esperaba, aunque reconoce que se requiere más trabajo para su confirmación. Un estudio de 2024 clasificó alternativamente a los dromornítidos como anseriformes corona y sugirió que Gastornithiformes y Sylviornithidae son galliformes del grupo terminal.

### Presuntos registros del Cretácico Tardío
Se han descrito algunos fósiles fragmentarios como pangalliformes del Cretácico Superior. Asteriornis, una de las primeras aves conocidas del clado Pangalloanserae, probablemente pertenece a los pangalliformes. Austinornis lentus (anteriormente conocido como Ichthyornis lentus, Graculavus lentus o Pedioecetes lentus) se encontró en Austin Chalk del Cretácico Superior cerca de Fort McKinney, Texas. En 2004, Julia Clarke lo clasificó dentro de Pangalliformes en lugar de Galliformes verdaderos, a la espera de más hallazgos fósiles. Sin embargo, otros investigadores han cuestionado su clasificación y lo han descartado en análisis filogenéticos debido a la naturaleza fragmentaria del holotipo. Cabe destacar que en 2014, Gerald Mayr sugirió que Austinornis no pertenece a Neornithes (cuyos restos son del Coniaciense o Santoniano) y que el espécimen probablemente pertenece a Apatornis o Iaceornis, ambos dentro del clado Ornithurae.
Otro ejemplar, PVPH 237, de la Formación Portezuelo del Cretácico Superior (Turoniense-Coniaciense, hace unos 90 millones de años) en la Sierra de Portezuelo (Argentina), también se ha sugerido como un pariente temprano de los galliformes verdaderos, aunque el estudio no lo clasificó específicamente como pangaliforme. Se trata de un coracoides parcial de una posible ave de Neornithes, que, en su forma general y, en particular, en la inserción ancha y profunda del músculo que une el coracoides con el húmero, se asemeja a los linajes más basales de los galliformes.